# Palluau-sur-Indre
 Palluau-sur-Indre  es una población y comuna francesa, en la región de  Centro, departamento de Indre, en el distrito de Châteauroux y cantón de Châtillon-sur-Indre.

## Demografía
| 1289 | 1154 | 1028 | 1017 | 905 | 828 |
| Para los censos de 1962 a 1999 la población legal corresponde a la población sin duplicidades (Fuente: INSEE [Consultar]) |      |      |      |     |     |